# Smilo Freiherr von Lüttwitz
Smilo Freiherr von Lüttwitz (Estrasburgo, 23 de diciembre de 1895 - Coblenza, 19 de mayo de 1975) fue un general alemán durante la II Guerra Mundial, hijo de Walther von Lüttwitz. Después de la II Guerra Mundial se unió al Bundeswehr el 1 de junio de 1957 y se retiró el 31 de diciembre de 1960.

## Biografía
Lütwitz nació el 23 de diciembre de 1895 en Estrasburgo en el seno de un familia con una larga historia de servicio militar. Se unió al servicio militar durante la movilización del 3 de agosto de 1914 como oficial cadete en la 25.ª División en Darmstadt. Lüttwitz fue enviado al frente oriental y entró en combate en Tannenberg, Curlandia y Düna. Fue gravemente herido dos veces en 1915 y recibió la Cruz de Hierro de 1.ª clase. Fue comisionado como oficial en 1915.
En 1916 Lüttwitz fue transferido a una posición en el estado mayor en el X Cuerpo en el Heeresgruppe Kronprinz durante dos años. En el cuerpo estaba al mando su padre, el General Walther von Lüttwitz. Su padre, que recibió la Pour le Mérite, era uno de los generales más altamente condecorados del Imperio alemán. Retornó a la línea de frente en 1918 como adjunto de la Darmstädter Dragoner en la ocupación temporal de Ucrania y sur de Rusia. Para el final de la I Guerra Mundial había recibido las dos clases de la Cruz de Hierro y la Medalla de Herido en plata. Permaneció en el Ejército de la República de Weimar, sirviendo en varias unidades de caballería. Después del ascenso Nazi se unió a la rama Panzer (blindados).
En 1939 fue promovido a teniente coronel y sirvió como adjunto en el XV Cuerpo de Ejército. Posteriormente comandó un regimiento de infantería y la 4.ª Brigada de Rifles. Sirvió en el frente oriental. Después, comandó la 26.ª División Panzer en Italia, el LXXXV Cuerpo de Ejército y el 9.º Ejército. Durante este tiempo, supo de la emisión por el gobierno de órdenes para la aplicación de justicia sumaria. Se opuso y se enfrentó a un juicio, aunque pudo retener el mando de su unidad.
Fue liberado de internamiento en 1947. Entonces fue a la Academia Evangélica en Friedewald. Durante el periodo de 1954-1957 fue director de la organización de ayuda de la Orden de San Juan en Rolandseck. Más tarde, retornó a la Academia Evangélica como Jefe de Administración.
En 1957, se unió al nuevo ejército de la Alemania Occidental (Bundeswehr) como teniente general. Fue seleccionado como comandante general del III Cuerpo en Koblenza. Se retiró en 1960. En 1955, Lüttwitz fue hecho caballero de la Orden de San Juan. En 1963, tomó el cargo de presidente de esa organización. Al final de su servicio militar, Lüttwitz recibió la Legión al Mérito estadounidense en reconocimiento a su servicio.

## Condecoraciones
- Broche de la Cruz de Hierro (1939) 2.ª Clase (6 de octubre de 1939) & 1.ª Clase (27 de mayo de 1940)[2]
- Cruz Alemana en Oro el 27 de octubre de 1941 como Oberstleutnant y comandante del Schützen-Regiment 12[3]
- Cruz de Caballero de la Cruz de Hierro con Hojas de Roble y Espadas
  - Cruz de Caballero el 14 de enero de 1942 como Oberst y comandante del Schützen-Regiment 12[4]
  - 426.ª Hojas de Roble el 16 de marzo de 1944 como Generalleutnant y comandante de la 26. Panzer-Division[4]
  - 76.ª Espadas el 4 de julio de 1944 como Generalleutnant y comandante de la 26. Panzer-Division[4]
- Rechtsritter (Caballero de Justicia) de la Orden de San Juan (Bailiazgo de Brandeburgo)
- Gran Cruz al Mérito con Estrella
- Legión al Mérito